# Fluctuat nec mergitur

Escudo de la ciudad de París en el que figura el lema «FLVCTVAT NEC MERGITVR».

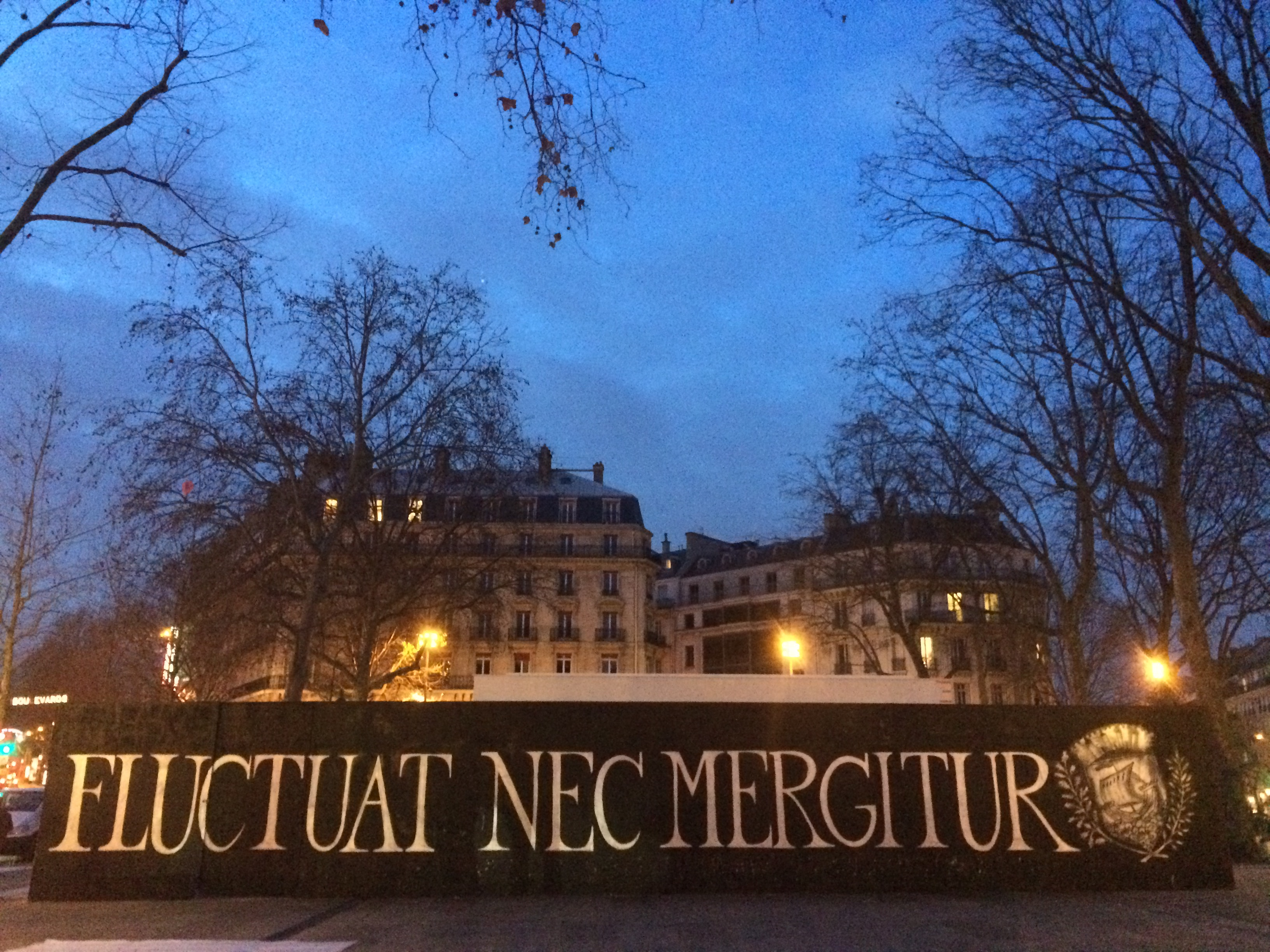
Grafiti con el lema «Fluctuat nec mergitur» en la plaza de la República en París tras los atentados de noviembre de 2015.

«Fluctuat nec mergitur» («FLVCTVAT NEC MERGITVR», al estilo de las inscripciones romanas) es una frase en latín que se traduce como ‘batida por las olas, pero no hundida’, empleada como lema por la ciudad de París.

## Derivación
- Fluctuat: el verbo fluctuāre en tercera persona indicativo singular del presente en la voz activa. Fluctuāre significa ‘moverse como las olas’, ‘moverse de arriba abajo’. En castellano fluctuāre resultó en la palabra patronímica «flotar» y en el cultismo «fluctuar».
- nec: contracción de et non, que significa ‘y no’, ‘y no es’.
- mergitur: el verbo mergĕre en tercera persona del indicativo singular presente en la voz pasiva. Mergĕre significa ‘sumergirse’, ‘hundirse’, ‘entrar en un líquido’. En castellano, el verbo mergĕre resultó en «sumergir».

## Historia
La frase está documentada solo a partir del siglo XVI como abreviación de una versión anterior más larga, que dice: «Fluctuat at nunquam mergitur illa ratis». La frase original se atribuye a Juan Crisóstomo, aunque Francisco Antonio García Romero, en su prólogo de la obra "Monumentos con arte: Jerez" de J. L. Sánchez Villanueva,  y en su traducción del tratado "De Christo et Antichristo" de Hipólito (s. III d. C.) sugiere que la frase está tomada del Anticristo, donde Hipólito la utiliza en griego en referencia a la Iglesia: «χειμάζεται μεν αλλ' ουκ απόλλυται»(cheimázetai men all’ ouk apóllytai); es decir:  "Mar es el mundo en el que la Iglesia como nave en el piélago es batida por la tempestad pero no se va a pique". La frase original en latín («Fluctuat at nunquam mergitur illa ratis») fue atribuida por Guglielmo Burio al papa Inocencio IV, como parte de un supuesto diálogo con el emperador Federico II referente a la derrota de la armada pontificia por parte de la armada imperial en la Batalla de Giglio (1241).
La frase abreviada apareció por primera vez en medallas de París en el siglo XVI, aunque no fue sino hasta el siglo XIX que la ciudad la adoptó como lema oficial por iniciativa del barón Haussman.
Sigmund Freud utilizó esta frase como epígrafe de su libro Contribución a la historia del Movimiento psicoanalítico, de 1914, y ya antes la había utilizado en su correspondencia (carta 119, de 21 de septiembre de 1899 y carta 143, de mayo de 1901).
La frase fue usada por Georges Brassens en su álbum Les Copains d'abord. Es también el epígrafe del conocido libro de texto de Albert Messiah sobre mecánica cuántica.

## Descripción en el escudo de París
Como lema de París, Francia, y se encuentra en el escudo de la ciudad, que contiene un barco navegando en un mar agitado. Se dice que París es representada por un barco porque la Isla de la Ciudad (en francés Île de la Cité) tiene la forma de una embarcación. divisa y escudo de armas tienen como origen la Corporación de Barqueros del río Sena; este poderoso gremio controló el transporte y comercio quizá desde la misma era romana, pues para llegar a la Isla de la Ciudad había que utilizar embarcaciones. Aun cuando a través de los siglos se convirtió en una institución más parecida a un gobierno municipal que a una organización de comercio, se conservó el lema y escudo de armas original, y es por ello que el Ayuntamiento de París las conserva hasta la fecha.